# 香港迪士尼樂園度假區

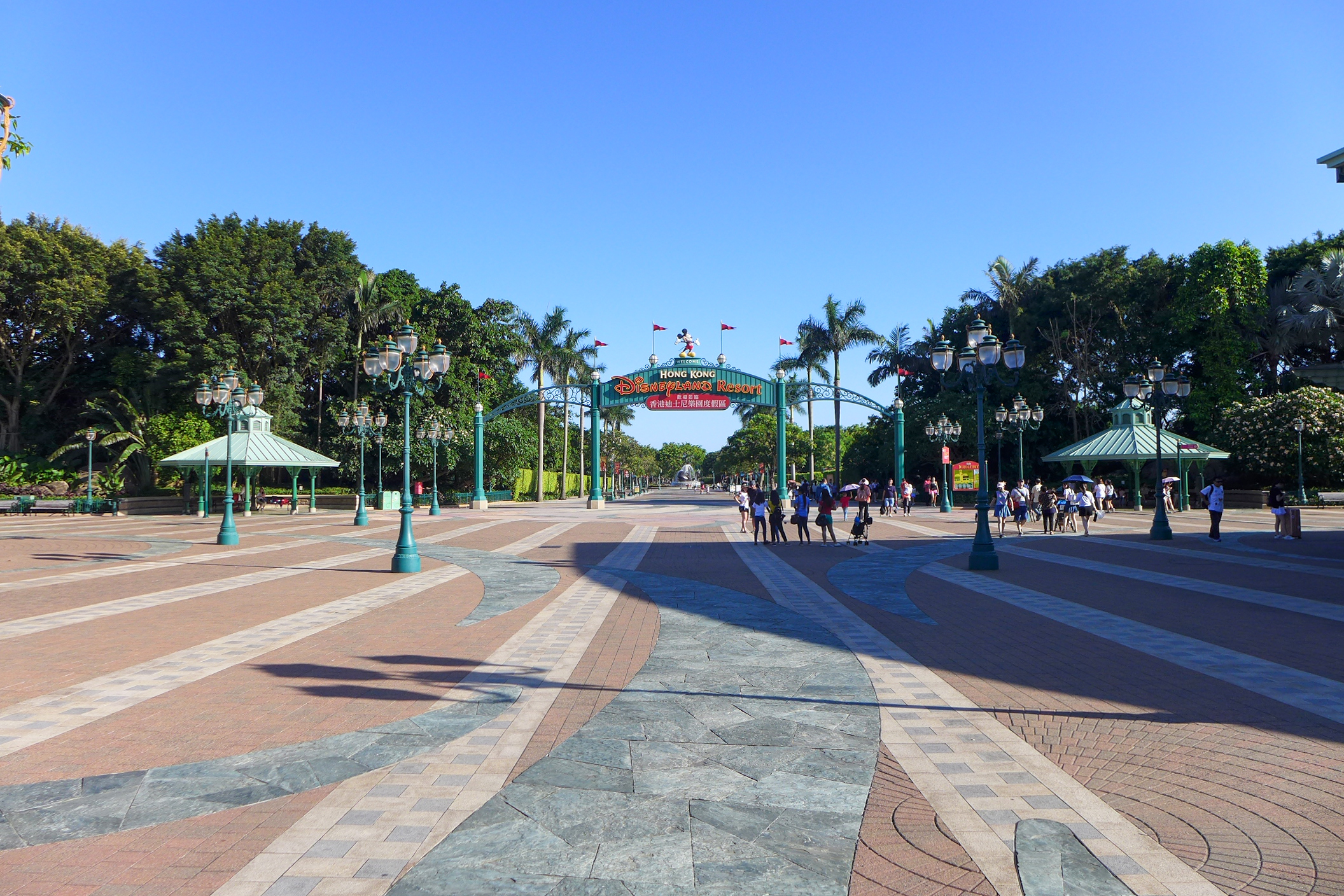
香港迪士尼樂園度假區北面入口

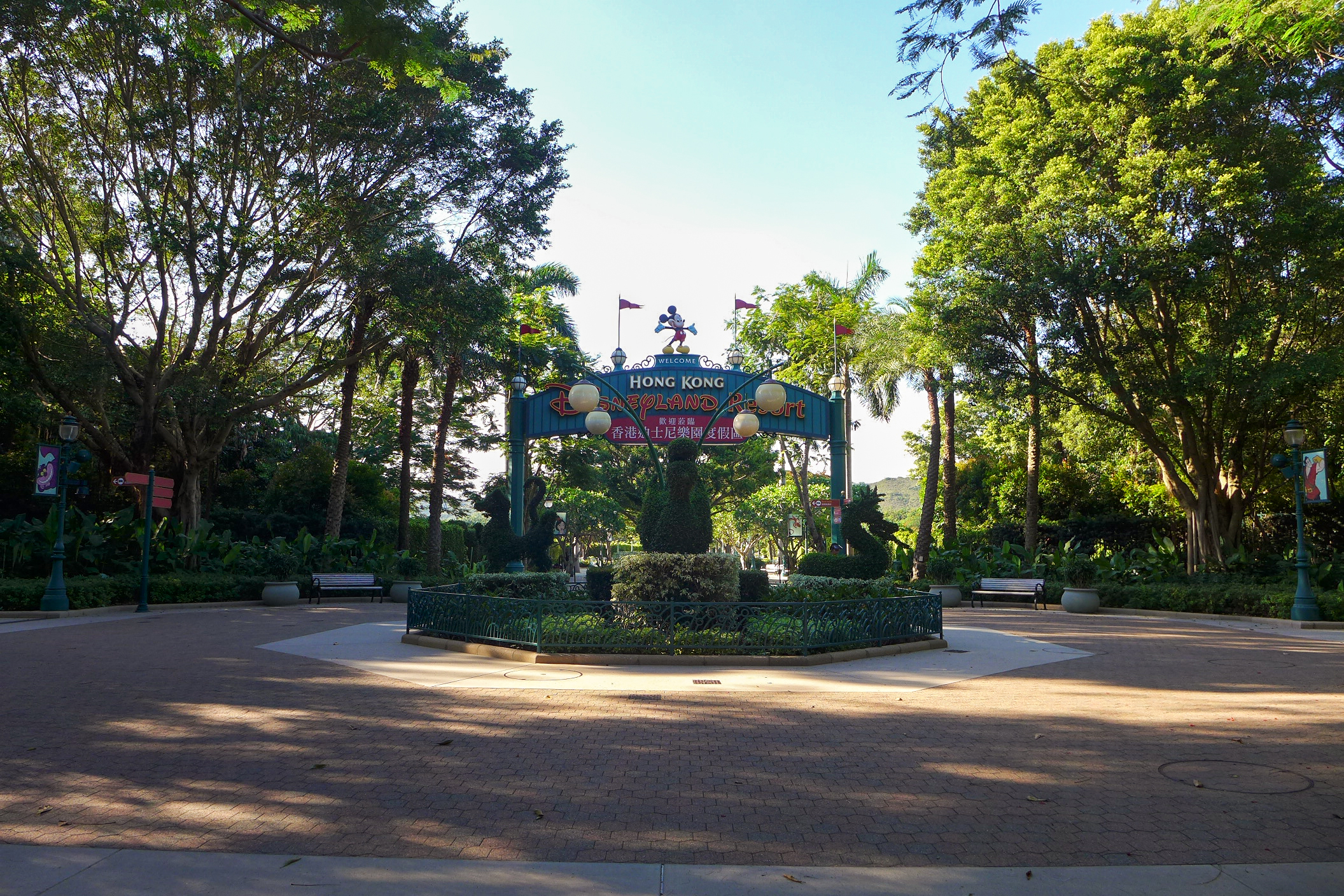
香港迪士尼樂園度假區南面入口，鄰近迪士尼碼頭

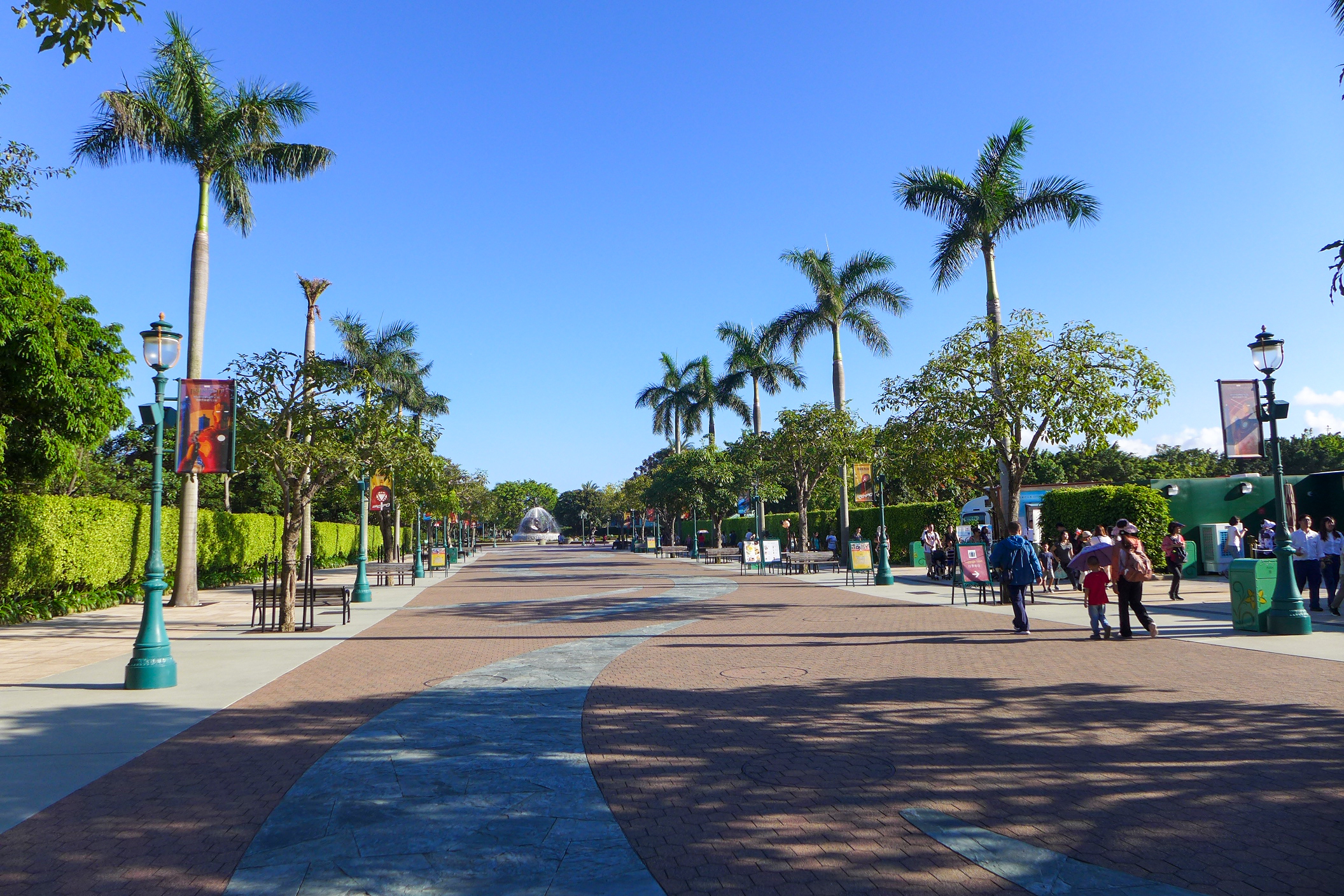
迎樂路

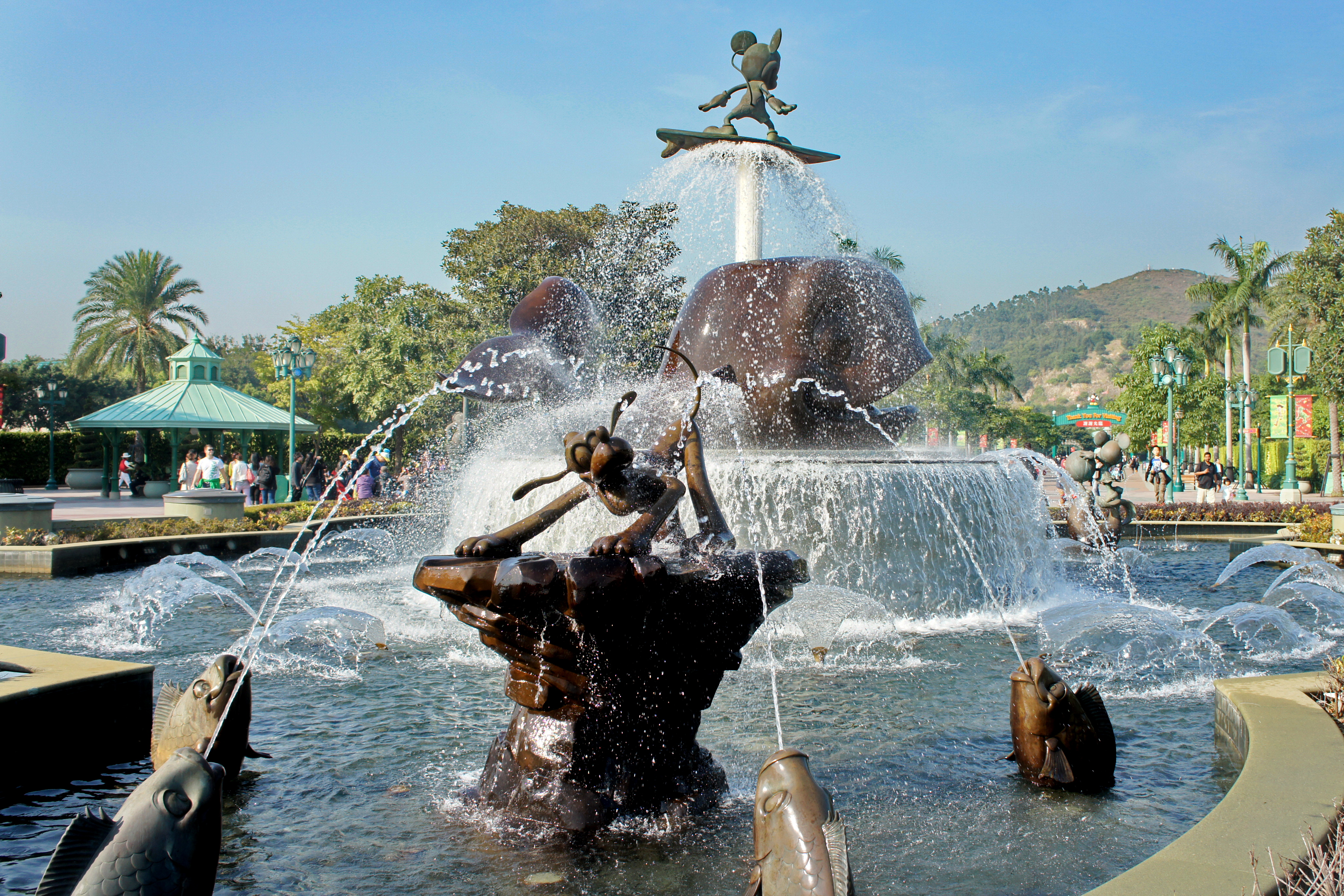
位於香港迪士尼樂園度假區迎樂路廣場之噴水池

香港迪士尼樂園睡公主城堡（現已改建）

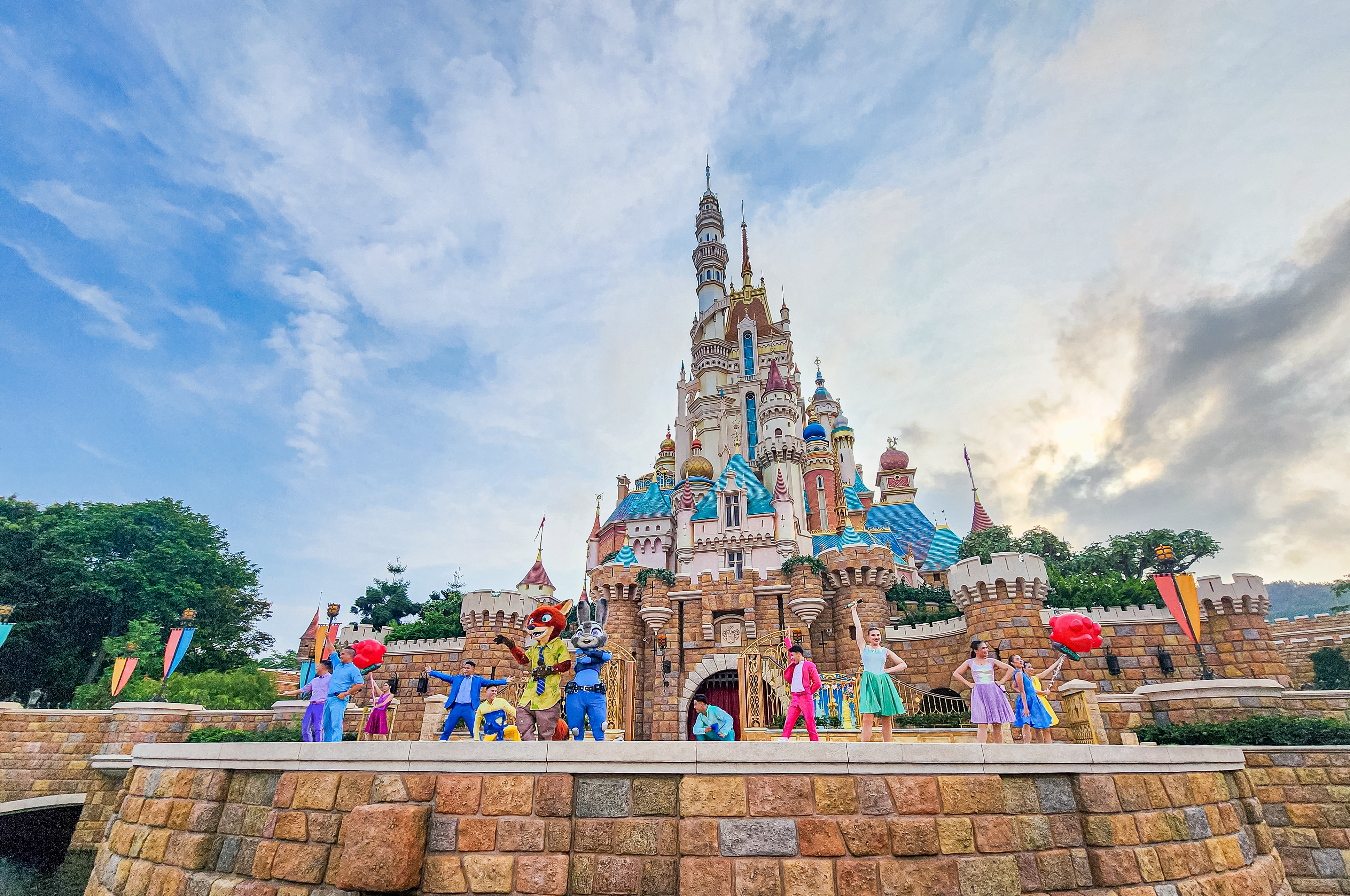
奇妙夢想城堡

22°18′45″N 114°02′28″E / 22.312602°N 114.041142°E
香港迪士尼樂園度假區（英語：Hong Kong Disneyland Resort）是一座位於香港新界大嶼山東北部之竹篙灣，由香港國際主題公園有限公司建設、管理及營運，由華特迪士尼幻想工程設計的大型度假區。香港迪士尼樂園度假區是世界上第5個迪士尼度假區，為亞洲第二座、大中華地區第一座迪士尼度假區。
香港迪士尼樂園度假區總面積為126公頃，是世界上最小的迪士尼度假区，而且相較其他迪士尼度假區，香港的度假區並沒有填滿整個可用土地、有非常多的預留地。香港迪士尼度假區的第一期包括香港迪士尼樂園、3家酒店、迪欣湖活動中心和零售、餐飲及娛樂設施等，共126公頃。另外，香港政府在度假區現已擁有的126公頃東側一直預留着一块60公頃的填海土地，供度假區發展第二期之用。而且香港政府再給予華特迪士尼公司優先購買周邊的海洋的使用權，迪士尼公司可以在這個範圍內自由填海造陸、並且作為度假區第三期興建之用，全部完成後共佔地300公頃。

## 歷史

### 前導

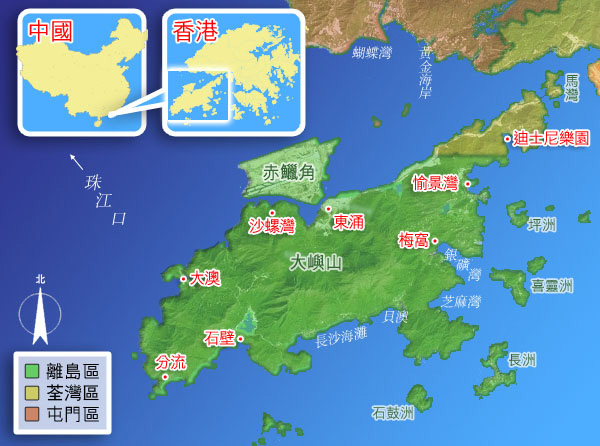
竹篙灣位置圖

香港經濟受到亞洲金融危機影響，於1998年呈現負增長，香港政府於是將旅遊業列為四大支柱產業之一。雖然香港旅遊業僅佔本地生產總值7%，不過就能夠帶動相關的行業，例如零售業、餐飲業、酒店業、會議及展覽業等等的興旺增長，同時可以製造大量就業機會，包括工程業界等等，有助於經濟復甦；故此發展旅遊業成為了香港經濟轉型的重要對策。與此同時，華特迪士尼公司亦正在籌備進軍中國市場，計劃在亞洲物色城市興建迪士尼樂園度假區。坊間傳言，華特迪士尼公司曾經與新加坡、上海及臺灣等地政府接觸。

### 宣佈計劃
適逢香港政府一直構思在大嶼山東北部各種發展的方案可能性，同時，華特迪士尼公司亦曾經不斷地探討在香港興建主題公園的可行性，以及物色能夠符合該公司要求之地點。雙方遂於1997年年底展開官方磋商，其後一致認為竹篙灣興建香港迪士尼樂園度假區之最合適地點。及至1998年2月，雙方展開正式談判，初期曾經研究引入第三方投資者的可能性，惟因為計劃龐大及內容複雜，雙方就分期發展而進行了深入的談判，因此最終同意由香港政府與華特迪士尼公司合夥發展的模式。時任財政司司長曾蔭權於翌月3日透過《1999年至2000年度香港政府財政預算案》宣佈，首次公開證實香港政府與華特迪士尼公司正就興建香港迪士尼樂園度假區進行談判。在此之前，負責有關談判的香港經濟發展及勞工局局長葉澍堃曾經多次借用男女交往為例，暗示雙方正在進行談判。在官方承認正在談判後，葉澍堃以「講金唔講心」形容雙方已經進入合夥安排的磋商階段。同年10月31日，談判結束，雙方達成協議、合夥成立香港國際主題公園有限公司，並且在竹篙灣興建香港迪士尼樂園度假區。翌月2日，時任香港行政長官董建華與華特迪士尼公司高層人員在禮賓府宣布上述協議，其中包括興建一座迪士尼樂園、酒店及一個購物、飲食及娛樂區（被預計為Downtown Disney）。

### 官商合夥
香港迪士尼樂園度假區由香港國際主題樂園有限公司建設及營運，香港政府初期擁有該公司57%股權，華特迪士尼公司則佔43%；公司股本總值57億港元，當中前者注資32.5億港元，後者注資24.5億港元。雙方將來都可以出售該公司的股票，前者並不受到最低持股要求規限，惟後者則必須最少仍然持有相當於19億港元之股權。股份轉換限制於香港迪士尼樂園度假區啟用5年後起實施，轉換上限每年增加5%。為了避免過份影響其他持股人的股份值，任何一年的最高轉換額都不得高於10%。香港迪士尼樂園度假區的興建費用於1999年估計為141億港元，除了注資，香港政府亦向香港國際主題公園公司提供56億港元貸款，分25年連同利息攤還，該公司亦透過商業借款籌集23億港元資金。
香港政府對香港迪士尼樂園度假區的總投資額為22.45億港元，其中包括上述32.5億港元的注資，相等於股權的57%。同時香港政府將額外獲得40億港元的附屬股權，以代替香港迪士尼樂園度假區之地價。由於竹篙灣當時尚未開發，香港政府亦需要投資了136億港元進行主要基礎設施工程，包括建造道路、兩座公眾碼頭（目前僅迪士尼碼頭落成）、公共交通轉駁處、港鐵迪士尼綫及迪士尼站、兩座警崗（目前僅竹篙灣警崗落成）、竹篙灣消防局暨救護站、渠務和排污設施，以及平整一塊面積達300公頃之填海土地。
香港政府並無向華特迪士尼公司提供免費土地或者現金補貼，香港迪士尼樂園度假區用地之地契年期為50年，繼有50年的續約權。香港國際主題公園有限公司可以選擇在第一期開幕後的20年內，以28.12億港元（1999年地價市值，惟需要按照綜合消費物價指數的升降而調整）購買預留予發展為第二期的用地，即華特迪士尼公司擁有對該幅土地的優先發展權。此外，香港政府亦預留位於第二期以北之用予華特迪士尼公司優先購買及平整後作為第三期發展。雙方亦因此而達成日後發展協議，申明假若第一期之進展良好，香港國際主題公園有限公司將會在第一期以東接壤處興建第二期。

### 填海造地

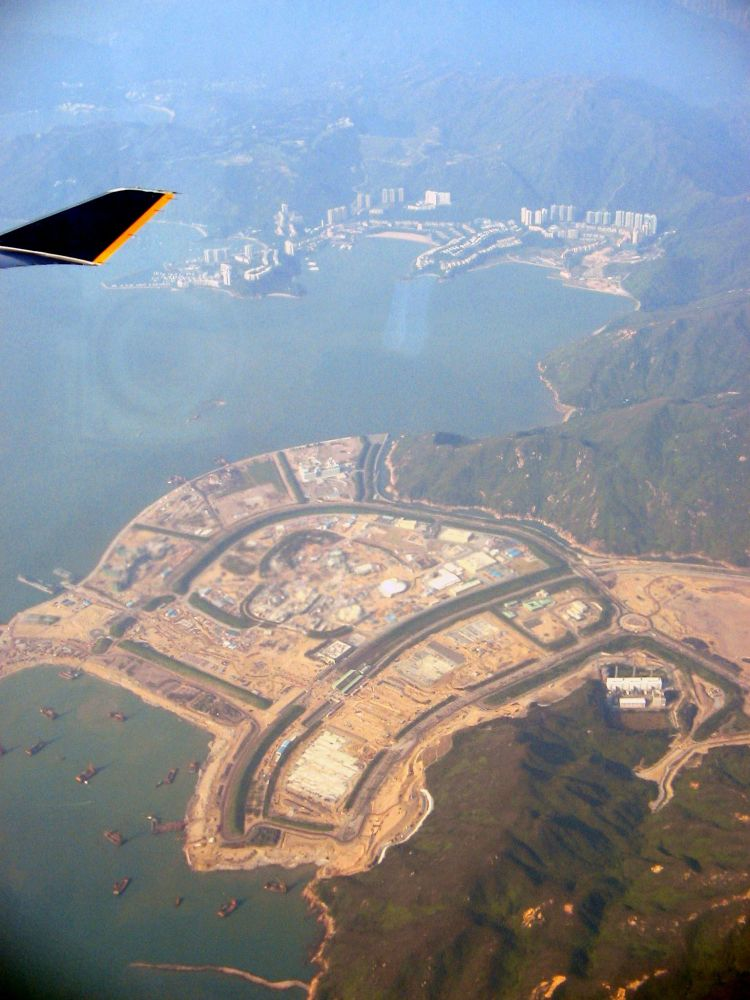
從上空拍攝的香港迪士尼樂園度假區第一期建築工地（2004年11月）

1999年7月9日，城市規劃委員會同意大嶼山東北部日後應該以旅遊業和康樂用途作為發展重點，並且於翌月13日刊憲，並且公布修訂大嶼山東北部的分區計劃大綱圖。同年10月15日及22日，有關部門根據《前濱及海床(填海工程)條例》，在《香港政府憲報》刊登竹篙灣填海工程之公告。
2000年年中，竹篙灣填海工程動工，涉及造地300公頃，工程包括清拆位於竹篙灣東北岸的財利船廠，由於船廠部分土地被重金屬、總石油碳氫化合物、半揮發性有機化合物及二噁英所污染，因此必須進行除污。被污染的泥土在挖出後被運送至倒扣灣工地以熱力解吸法處理，繼而再以混凝土凝固法來處理；過程中所產生的剩餘物則被運送至青衣化學廢物處理中心焚化。此舉引起環境保護團體不滿。
此外，古物古蹟辦事處在2001年8月至11月在財利船廠考古勘察，發現了不同時期具考古價值的文物。船廠清拆工程展開前，有關部門於2001年委派香港及中國的考古研究室和大地考古公司在該處進行搶救性發掘和保存措施，工程於2002年7月完成。至2002年11月，竹篙灣填海工程完成。

### 興建
2003年1月12日，香港政府與華特迪士尼公司攜手主持動土儀式。香港迪士尼樂園之地標建築睡公主城堡於2004年9月23日舉行平頂典禮。

### 開幕
香港迪士尼樂園度假區於2005年9月12日揭幕後正式啟用，設施分階段啟用。

### 擴建
政府在大嶼山竹篙灣一直預留60公頃填海土地，供迪士尼發展第二期之用，只是土地20年來一直丟空，根據港府與華特迪士尼的協議，保留予迪士尼樂園認購期將於2020年屆滿。到2020年9月23日，政府宣布考慮到現時經濟狀況後，不會再度續期延長迪士尼樂園二期土地的認購權，認為公司應集中發展及擴建現有的度假區，而非於有關用地進行擴建，「是謹慎的做法」。
華特迪士尼公司表示：「過去15年公司一直堅守承諾，致力投資於香港迪士尼樂園度假區，推動香港旅遊業的經濟發展，未來亦會繼續投入資金於現時的擴建計劃。對特區政府不延續第二期用地認購權有效期的決定，表示極度失望。」

## 發展沿革
- 1999年

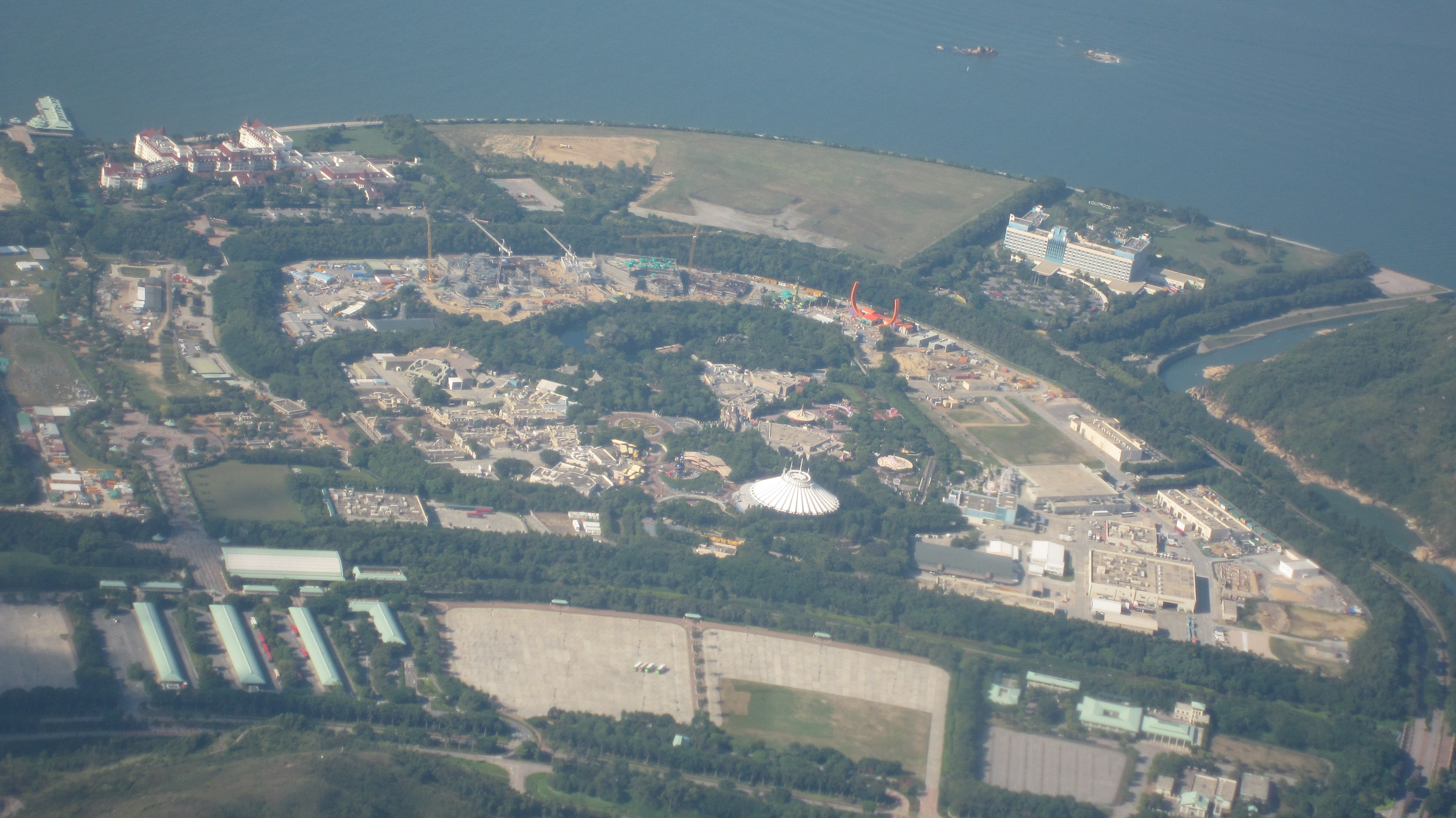
香港迪士尼樂園度假區第一期（2011年6月）

  - 2月，華特迪士尼公司與香港政府進行興建香港迪士尼樂園度假區談判[2]。
  - 10月31日，談判結束，雙方達成協議，華特迪士尼公司與香港政府合夥成立香港國際主題公園有限公司。
  - 11月2日，時任香港行政長官董建華與華特迪士尼公司管理層於禮賓府正式宣佈有關協議。樂園的興建費用於1999年估計為57億港元，由莫里斯（Tom Morris）帶領華特迪士尼幻想工程師設計。
- 2000年
  - 6月，竹篙灣填海工程動工，造地126公頃。
- 2002年
  - 11月，竹篙灣填海工程完工。
- 2003年
  - 1月12日，迪士尼與香港政府攜手主持動土儀式。
- 2004年
  - 11月22日，迪士尼採用風水師的意見，與香港政府宣佈香港迪士尼樂園度假區於2005年9月12日正式開幕。
- 2005年
  - 8月1日，港鐵迪士尼站正式開通。
  - 8月16日，迪士尼公共運輸交匯處、迪欣湖活動中心正式對外開放。
  - 9月12日，香港迪士尼樂園、香港迪士尼樂園酒店、迪士尼好萊塢酒店正式對外開放。
- 2014年
  - 1月10日，香港迪士尼樂園度假區正式引入「好鄰居酒店」計劃。同日，香港愉景灣酒店正式加入「好鄰居酒店」計劃。
  - 8月1日，香港富豪機場酒店正式加入「好鄰居酒店」計劃。
- 2016年
  - 1月7日，香港天際萬豪酒店正式加入「好鄰居酒店」計劃。
- 2017年
  - 2月3日，由時任財政司司長曾俊華於2015年2月25日透過《2015年至2016年度香港政府財政預算案》宣佈研究引進香港美食車，迎樂路成為美食車營運點，正式進駐開始營運。
  - 4月30日，迪士尼探索家度假酒店正式對外開放。
  - 7月23日，「迎樂市集」正式於迎樂路開始營運。
- 2018年
  - 5月，台灣樂團五月天在幻想道露天場地舉行「人生無限公司巡迴演唱會」香港站無限放大版演唱會，為度假區首次舉辦演唱會[12]。
- 2019年
  - 4月，英國歌手Ed Sheeran在幻想道露天場地舉行「Ed Sheeran "Divide" World Tour 2019 Live in Hong Kong」演唱會，尾場因天雨關係而中途腰斬。
  - 5月，台灣樂團五月天在幻想道露天場地舉行「Just Rock It 2019 藍BLUE」，為五月天第二次舉辦在度假區舉辦演唱會。
  - 12月，台灣歌手周杰倫原在幻想道露天場地舉行「周杰倫嘉年華世界巡迴演唱會」香港站，因社會問題而取消。
- 2020年
  - 1月26日，因COVID-19疫情，香港迪士尼樂園關閉直至另行通知，其他三所酒店、迪欣湖活動中心維持開放。
  - 2月3日，迪士尼探索家度假酒店、迪士尼好萊塢酒店因COVID-19疫情關閉直至另行通知。
  - 2月，香港政府於私家車停車場旁的空地興建臨時屋，留待有需要時用作COVID-19檢疫中心。
  - 6月13日，迪士尼探索家度假酒店因COVID-19疫情緩和而重新開放。
  - 6月18日，香港迪士尼樂園因COVID-19疫情緩和而重新開放。[13]
  - 7月15日，香港迪士尼樂園因本地COVID-19疫情再次爆发而再度关闭。[14]
  - 9月23日，香港政府宣佈不會再續期延長迪士尼樂園二期60公頃用地的認購權，認為公司應集中發展及擴建現有的度假區，而非於有關用地進行擴建。華特迪士尼公司對香港政府不延續第二期用地認購權有效期的決定表示極度失望。

## 設施

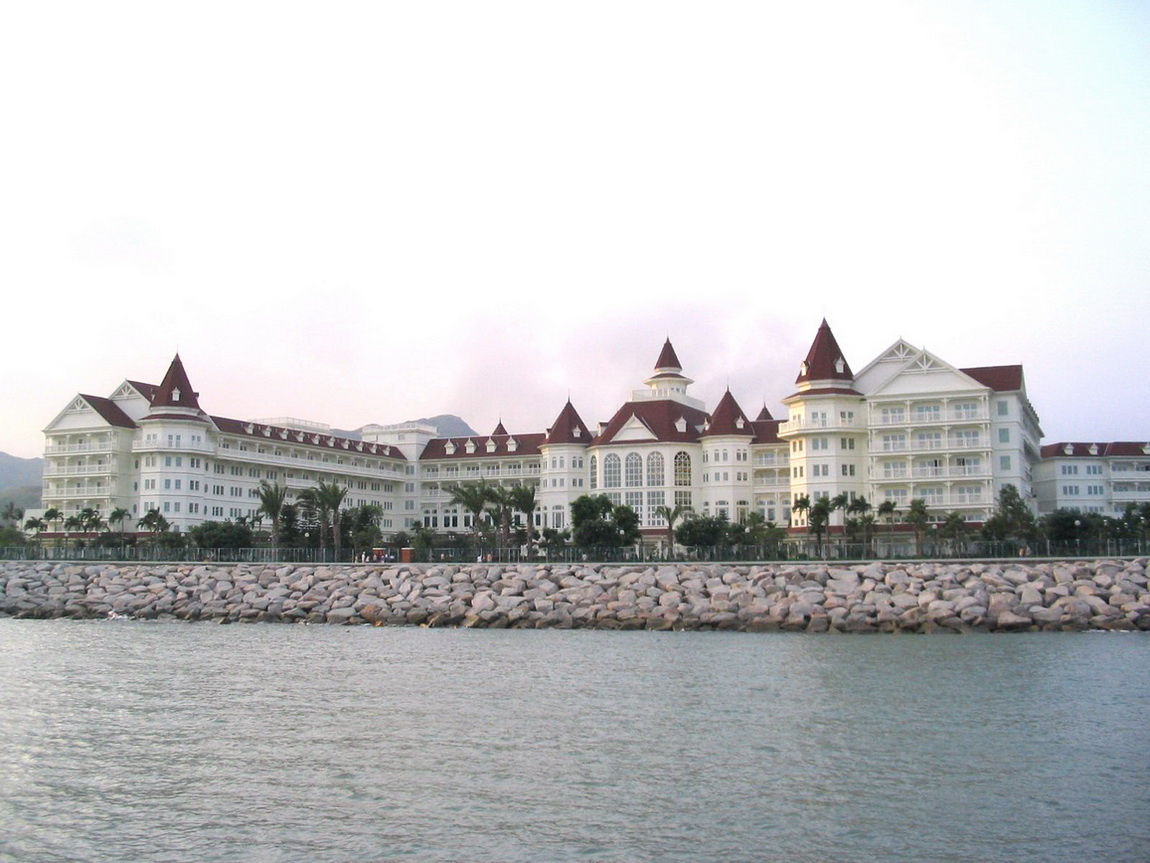
香港迪士尼樂園酒店

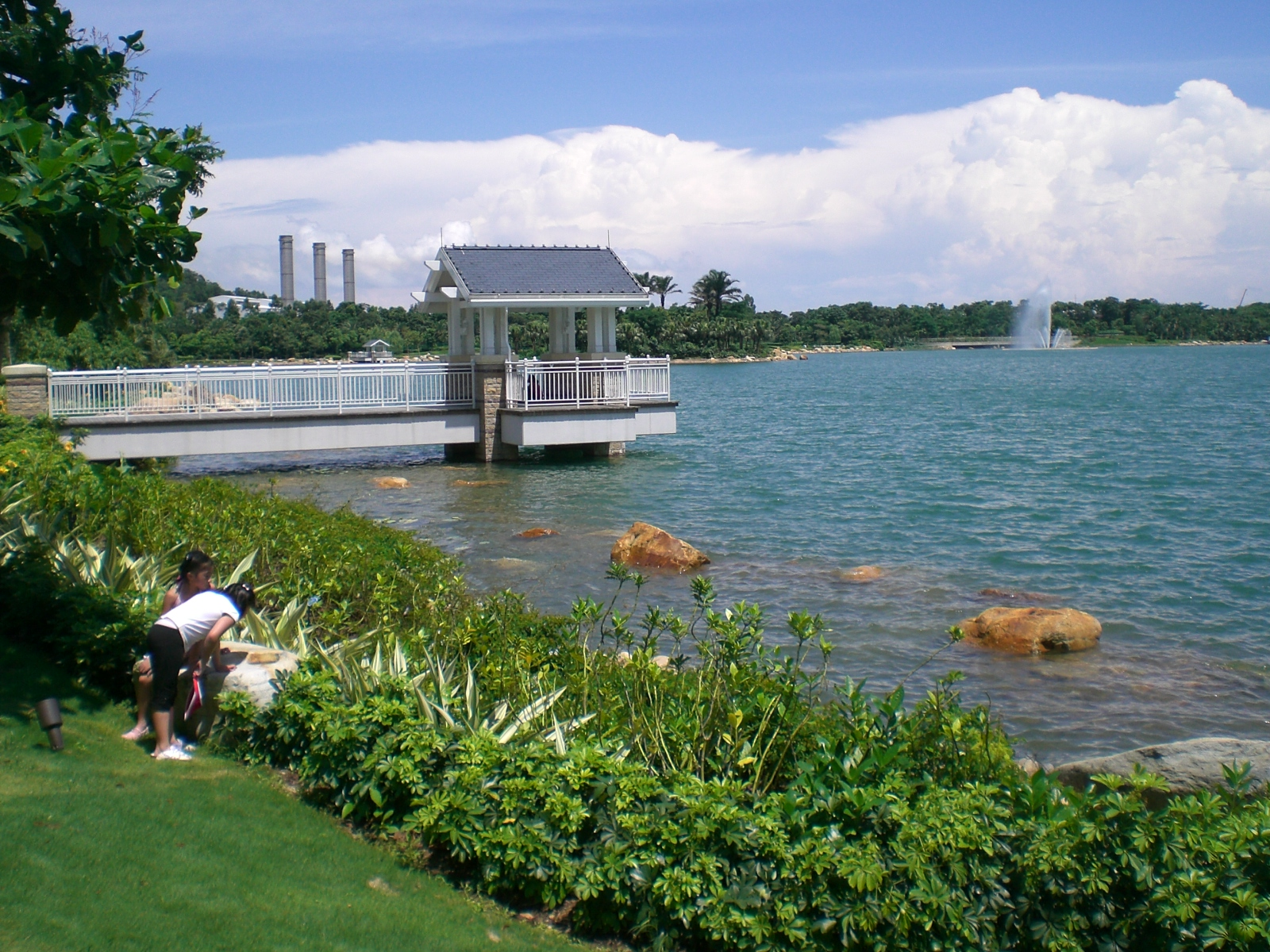
迪欣湖活動中心

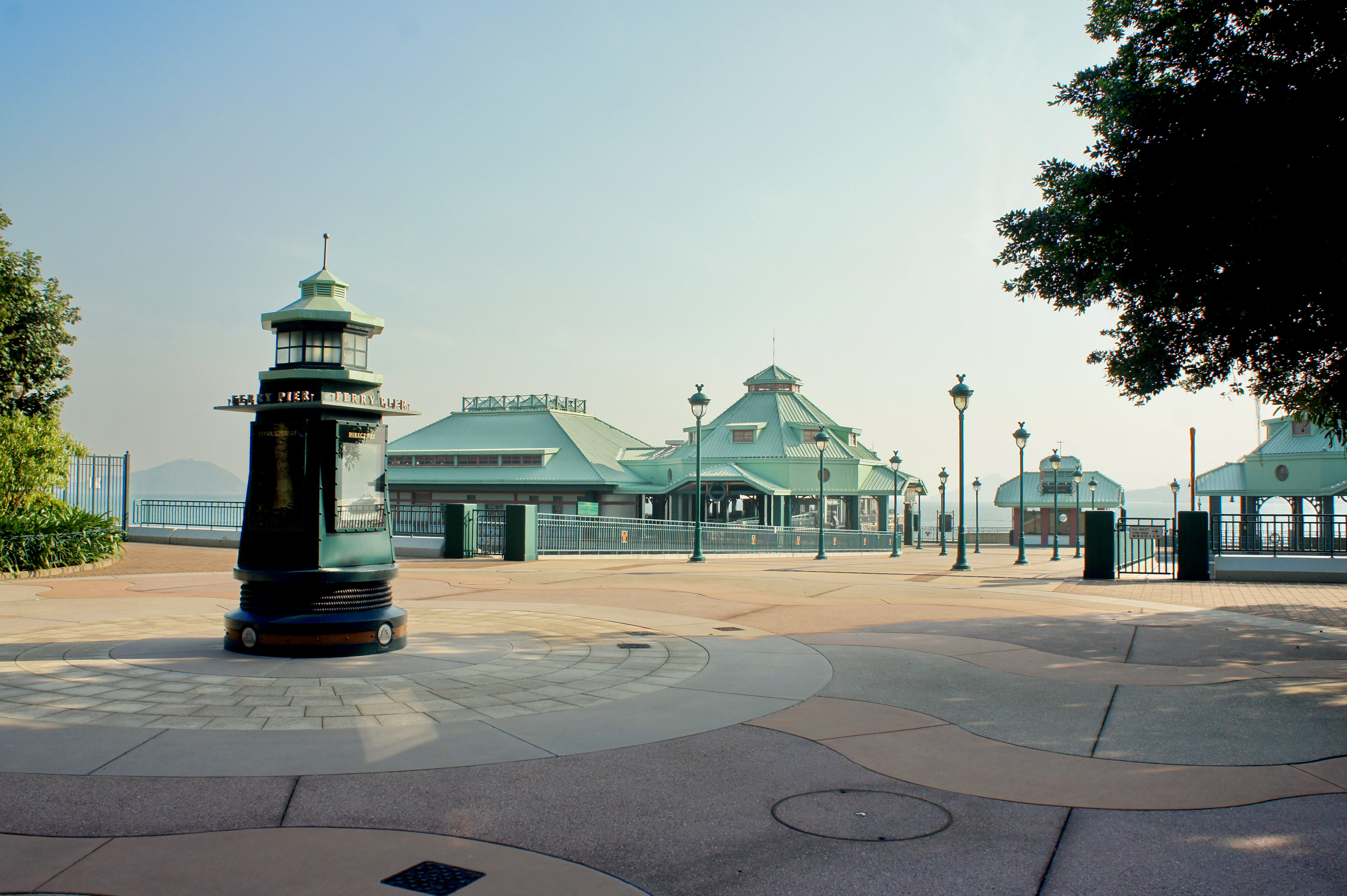
迪士尼碼頭

香港迪士尼樂園度假區第一期包括香港迪士尼樂園、3家酒店、迪欣湖活動中心和零售、餐飲及娛樂設施等，現時總面積為126公頃，尚未完成所有發展。第二期預計將會包括香港迪士尼樂園擴建部份或是第二座迪士尼主題樂園，以及至少兩座酒店，於2014年開始處於商討階段。目前第二期用地的認購權已屆滿。第一及第二期合共佔地400公頃。另外，香港政府預留位於第二期以東之海域以及大嶼山東北之沿海海域，以預備於填海後，再給予華特迪士尼公司優先購買，並且作為第三期發展。

### 基礎設施
- 迪士尼道：於2005年開幕
- 幻想道：於2005年開幕
- 神奇道：於2005年開幕

#### 交通設施
- 迪士尼公共運輸交匯處
- 迪士尼站：於2005年開幕
- 迪士尼碼頭：於2005年開幕

### 第一期
第一期（竹篙灣地段第1號）佔地126公頃，是香港面積第五大的單一地段，僅次於香港中文大學的134公頃、愉景灣的649公頃、香港國際機場擴建部分的650公頃，以及機場原有部分的1255公頃。

#### 主題公園
- 香港迪士尼樂園：於2005年開幕

#### 度假區酒店
- 香港迪士尼樂園酒店：於2005年與樂園同步開幕
- 迪士尼好萊塢酒店：於2005年與樂園同步開幕
- 迪士尼探索家度假酒店：於2017年4月30日開幕

#### 零售、餐飲及娛樂設施
- 迎樂路：於2005年開幕
- 迪欣湖活動中心：於2005年開幕
- 飲食娛樂購物區（研究中）

### 第二期

#### 主題公園
- 第二期主題樂園（竹篙灣地段第2號），預計佔地90公頃，與香港迪士尼樂園的面積相若[15][16]。不過土地20年來一直丟空，根據港府與華特迪士尼的協議，保留予迪士尼樂園認購期將於2020年屆滿[9]。到同年5月，因應COVID-19疫情影響，政府將部分土地發展為竹篙灣檢疫中心，設1500個檢疫單位。到7月再宣布在該處展開第三、四期檢疫設施工程，增建2000個檢疫單位，料2020年底落成，造價達16.1億元。[17]

2020年9月23日，政府宣布考慮到現時經濟狀況後，不會再度續期延長迪士尼樂園二期土地的認購權，認為公司應集中發展及擴建現有的度假區，而非於有關用地進行擴建，「是謹慎的做法」。華特迪士尼公司對特區政府不延續第二期用地認購權有效期的決定，表示極度失望。

## 「好鄰居酒店」計劃
- 香港愉景灣酒店
- 香港富豪機場酒店
- 香港天際萬豪酒店

## 入場人數
至2014年財政年度，香港迪士尼樂園度假區入場人次連續5年創造新高，當中入場人次達750萬（47%來自中國內地、33%來自香港，餘下20%來自東南亞及其他國家和地區）。

## 獎項與榮譽
- 竹篙灣基建工程（1、2期）在2007年獲得第6屆詹天佑土木工程大獎[18]

## 爭議

### 與香港政府的協議
迪士尼公司與香港政府協議某些條款被形容為「割地賠款」，立法會財務委員會於2009年7月10日以28票贊成、5票反對及10票棄權下通過被形容為「喪權辱國」的「不平等條約」香港迪士尼擴建協議，容許香港政府將62億5千萬港元貸款轉為股份以支持迪士尼樂園發展，香港立法會議員陳偉業在通過後頻呼「喪權辱國」。迪士尼樂園在最差劣的情況下需要至2045年才能夠收取成本，另外一位香港立法會議員梁耀忠則形容香港政府猶如投資無底深潭。
立法會議員葉偉明則指控香港政府像是被迪士尼公司「綁架」，不滿意迪士尼公司管理層人員的傲慢態度，連前商務及經濟發展局局長劉吳惠蘭亦罕有地認同，指出迪士尼樂園營運初期，該管理層態度的確是無法接受，但是後來已經改善。

### 欣澳
陰澳之「陰」字乃指該地方位處於山之北面及水之南面。因為香港位於北半球，而太陽由東方升起及在西方落下。山的南面是向陽坡，北面是背陽坡。北面的日照比南面少，所以分為陰陽。而「澳」則是指深入的海灣。陰澳的地名正是充份反映其地理特色。
2005年，由於華特迪士尼公司認為陰澳之「陰」字不配合香港迪士尼樂園度假區之歡樂形象，因而要求香港政府將陰澳易名為欣澳，英文則由陰澳音譯Yam O更改為Sunny Bay（意思為「晴朗灣」）。因此，原稱陰澳站之鐵路站最後命名為欣澳站，原有的陰澳緊急月台亦易名為欣澳緊急月台。在地政總署的地圖中，有「陰澳」兩字的地名已經易名為欣澳，即陰澳灣變成欣澳灣、陰澳篤變成欣澳篤。其他區內有「陰」字的地名則依然未變，即陰仔灣、大陰和大陰頂。。

### 二期用地
政府在大嶼山竹篙灣一直預留60公頃填海土地，供香港迪士尼樂園發展第二期，包括度假區第二間樂園和數間酒店，惟該地已閒置多年。
有公司早於2018年6月18日，與荷蘭揚森海外有限公司簽訂諒解備忘錄，以計劃在香港迪士尼樂園度假區發展第二期用地開辦全港首個花藝文化娛樂主題公園，命名為為「萬藝園Kaleido Park」。惟直至2020年，鮮花公園仍未落成。地政總處表示曾接獲一間花藝公園籌辦公司，並就香港迪士尼樂園發展計劃第二期用地提出短期租約申請，但其後撤回相關租地申請。主辦方Kaleido Park指沒有就迪士尼二期用地興建Kaleido Park的申請作進一步的發展，當中原因包括短期租賃年期限制、土地使用及通道規限、缺乏電力、水源和道路等基建設施。
2020年2月14日，受到冠狀病毒疫情影響，港府尋找合適用地興建檢疫設施，計劃使用迪士尼二期用地提供約600個檢疫單位。華特迪士尼公司表示同意探討相關安排。7月18日，竹篙灣800個檢疫單位投入使用。
2020年9月23日，政府宣布考慮到現時經濟狀況後，不會再度續期延長迪士尼樂園二期土地的認購權，認為公司應集中發展及擴建現有的度假區，而非於有關用地進行擴建，「是謹慎的做法」。對政府相關決定，華特迪士尼公司表示：「過去15年公司一直堅守承諾，致力投資於香港迪士尼樂園度假區，推動香港旅遊業的經濟發展，未來亦會繼續投入資金於現時的擴建計劃。對特區政府不延續第二期用地認購權有效期的決定，表示極度失望。」
。
立法會議員尹兆堅指應將迪士尼二期用地改劃建立臨時房屋，更認為它有潛力發展成新市鎮。但根據「迪士尼樂園周邊高度及用途限制契據」及立法會文件，為保障樂園景觀不受破壞，園址南面不會填海保留天然景致，禁止飛機在公園上空4000呎以下高度飛行，附近亦不可發展超越指定高度的計劃，包括政府用地；另一份契據顯示樂園周邊分不同區域有不同發展高度限制，由20米至約100米不等。迪士尼二期用地較難發展為住宅用途及商業用途。
有知情人士透露，香港迪士尼樂園度假區多次向政府及立法會遞交二期計劃書，但因入場人次不足等因素被駁回。並指出華特迪士尼幻想工程部先前有意於香港迪士尼樂園第三輪擴建完工後投放資源於香港迪士尼樂園度假區二期設計及工程。迪士尼於二期用地的計劃是否取消，需等待疫情完畢，視乎香港迪士尼樂園擴建進度及樂園表現和政府為二期土地訂下的計劃，才知道迪士尼二期用地未來走向。

## 外部連結
- 香港迪士尼樂園（页面存档备份，存于）
- 迪士尼香港官方的Facebook專頁
- 香港迪士尼樂園度假區（页面存档备份，存于）
- 香港迪士尼樂園度假區的Facebook專頁